# Nabeel Rajab
Nabeel Ahmed Abdulrasool Rajab (en árabe: نبيل أحمد عبدالرسول رجب) es un activista bahreiní de derechos humanos y líder de la oposición. Él es presidente del Centro de Baréin para los Derechos Humanos (BCHR), una organización no gubernamental que trabaja para promover los derechos humanos en Baréin. También es un miembro del Comité Consultivo de la División de Medio Oriente de Human Rights Watch, Secretario General Adjunto de la Federación Internacional por los Derechos Humanos (FIDH), expresidente de CARAM Asia y presidente del Centro del Golfo para los Derechos Humanos (GCHR). Human Rights Watch y Reporteros Sin Fronteras lo describieron como si hubiera sido blanco de las autoridades de Baréin por sus actividades en favor de los derechos humanos.